# هاري ويلز
هاري ويلز (بالإنجليزية: Harry Wills)‏ مواليد 15 مايو 1889 في نيو أورلينز - الوفاة 21 ديسمبر 1958، كان ملاكم أمريكي سابق صنّف ضمن فئة الوزن الثقيل.

## إحصائيات
خاض خلال مسيرته 103 نزالا، فاز في 79 وتعادل في 4 وخسر في 10. فاز بالضربة القاضية في 49 نزالا.

## روابط خارجية
- هاري ويلز على موقع بوكس ريك (الإنجليزية) (registration required)